# Vanessa Jelic
Vanessa Jelic, née le 24 novembre 1981 à Annecy, est une handballeuse française, évoluant au poste de pivot. Après avoir évolué à Toulon, Dijon puis Toulouse, elle rejoint en 2010 la Pologne et le MKS Zagłębie Lubin en 2010. En 2014, elle revient en France au Handball Pole Sud 38 où elle met un terme à sa carrière en 2017.
Parallèlement, elle connait sa première sélection en Équipe de France à 28 ans le 20 novembre 2009 contre le Monténégro et accompagne les Bleues qui atteignent la finale du Championnat du monde en 2009 mais ne joue aucun match,.

## Palmarès

### Club
- finaliste de la Coupe de France en 2007 avec le Cercle Dijon Bourgogne
- Vainqueur du championnat de Pologne en 2011
  - Vice-championne en 2012, 2013, 2014
- Vainqueur de la Coupe de Pologne en 2009, 2011, 2013